# Hiroyuki Imaishi
Hiroyuki Imaishi (今石 洋之?, Imaishi Hiroyuki; Tokyo, 4 ottobre 1971) è un animatore e regista giapponese.

## Biografia
È entrato in studio Gainax dopo essersi laureato alla Tama University of Arts. In seguito lasciò lo studio per fondare Trigger, dove lavora ancora oggi.
Il suo stile è caratterizzato da un tipo di animazione veloce e frenetico accompagnato da una sceneggiatura elaborata e una regia incisiva. 
Si è fatto un nome grazie a Le situazioni di lui e lei di Hideaki Anno. Ha curato gli storyboard degli episodi 1, 3, 8, 19, 24 e si è occupato dell'animazione chiave negli episodi 3, 10 e 19. La sua presenza contribuì a iniettare un po' di leggerezza stilizzata nel dramma shoujo di Anno. L'episodio 19 della serie suddetta, interamente diretto e prodotto da Imaishi, è noto per la sua cutout animation non ortodossa.
Ha iniziato come animatore fortemente influenzato da Masahito Yamashita e Yoshinori Kanada. Disegna con una deformazione della prospettiva e con personaggi che scattano in pose discrete simili a quelle dei suoi idoli, ma si mescola in espedienti cartooneschi che ricordano il lavoro di A Pro su Dokonjo Gaeru (di cui Imaishi è un fan professato). Tende anche a disegnare i suoi personaggi avvolti in linee cinetiche, con occhi e/o sopracciglia fortemente definiti, mascelle rettangolari e denti gommosi e pieni di grinta. I suoi tagli sono volutamente limitati, eliminando le transizioni tra le pose e usando un rapido loop per sottolineare l'effetto comico.
Dopo Kare Kano, divenne uno dei migliori registi di Gainax. La sua estetica registica è fortemente influenzata dal suo modo di animare. Le elisioni dello spazio grafico diventano elisioni dello spazio e del tempo cinematografico. Compone scatti per incastrare il più possibile i suoi personaggi nella cornice. L'interazione tra piani in movimento e fermi, un uso forzato del testo e le variazioni estreme di dimensioni sono altri componenti principali della sua direzione. Le sue composizioni sono visivamente occupate e non ha problemi a ridurre le scene d'azione per dare spazio alla pura astrazione visiva (come rendere le figure contrastanti come poche linee di matita). È noto per impiegare trucchi di stampo dezakiano come triple riprese e colpi di cartolina qua e là. I suoi storyboard sono ruvidi, improvvisati e privi di dettagli. Fan di Robert Rodriguez e John Woo, di cui cita le iconiche colombe bianche nell'episodio di FLCL da lui diretto. In generale ama includere riferimenti a anime classici e film nelle sue opere.
Il suo primo banco di prova da solo regista fu l'OVA prodotta da Production I.G Dead Leaves (2004). Dead Leaves avrebbe posto le basi per le opere successive di Imaishi: personaggi grezzi, anarchici ed eterogenei posizionati contro una forza totalitaria omogenea. Dead Leaves usa lettere/pillarboxing e testo in un modo che ricorda fumetti stilizzati. Imaishi è stato character designer e direttore dell'animazione nell'OVA, quindi l'animazione è immersa nel suo idioma neo-Kanada più di qualsiasi altra sua opera registica precedente.
Ha lasciato lo studio Gainax e ha formato Studio Trigger con Masahiko Otsuka nel 2011, portando con sé diversi importanti animatori nel nuovo progetto. Il suo lavoro di debutto con Trigger è stato Kill la Kill (2013).
Nel 2021 ha girato l'episodio Gemelli di Star Wars: Visions.

## Opere di rilievo
- Neon Genesis Evangelion (key frame)
- FLCL (direttore character design e animazione)
- Dead Leaves (regista)
- Re: Cutie Honey (regista, ep. 1)
- Sfondamento dei cieli Gurren Lagann (regista)
- Panty & Stocking with Garterbelt (regista)
- Black Rock Shooter (regista scontri in CG)
- Inferno Cop (supervisore)
- Kill la Kill (regista)
- Space Patrol Luluco (regista)
- Promare (regista)
- Cyberpunk: Edgerunners (regista)